# Acme (geologia)
Acme, epíbole o zona d'apogeu, són els termes que s'utilitzen en geologia i, més concretament en paleontologia i bioestratigrafia, per a referir-se al desenvolupament màxim, correntment en abundància o freqüència, d'una espècie, d'un gènere o d'un altre tàxon en un nivell estratigràfic. Un exemple és la zona acme de Tritylodon de la Formació Elliot (Juràssic inferior) de Sud-àfrica, on els fòssils d'aquest tàxon es troben abundantment.